# Exatlon Hungary (második évad)
Az Exatlon Hungary című extrém sportvetélkedő második évada 2020. január 1-jén vette kezdetét a TV2-n. A műsorvezető ismét Palik László volt. Az előző évvel ellentétben két nyertest, egy nőt és egy férfit is avattak. A főnyeremény ezúttal 30 millió forintra emelkedett, amelyet a két győztes között osztottak szét. A pénznyeremény mellett a győztesek eredetileg részt vehettek volna a Vista jóvoltából a 2020-as New York Marathonon, azonban a rendezvény végül elmaradt a COVID-19 világjárvány miatt.

## Versenyzők
| #   | Versenyzők                          | Csapat   | Play-Offs       | Medálok száma | Végeredmény  | Teljesített futamok | Végleges statisztika |
| --- | ----------------------------------- | -------- | --------------- | ------------- | ------------ | ------------------- | -------------------- |
| 01° | Dr. Busa Gabriella 31, Szeged       | Bajnokok | Exatlon Hungary | 3             | 1. Helyezett | 263                 | 60%                  |
| 01° | Böjte Dávid 27, Kiskunhalas         | Kihívók  | Exatlon Hungary | 4             | 1. Helyezett | 211                 | 50%                  |
| 02° | Adu László Dániel 20, Budapest      | Kihívók  | Exatlon Hungary | 4             | 2. Helyezett | 242                 | 50%                  |
| 02° | Pap Dorka 18, Nyíregyháza           | Kihívók  | Exatlon Hungary | 5             | 2. Helyezett | 216                 | 58%                  |
| 03° | Kempf Zozo 23, Gyula                | Bajnokok | Exatlon Hungary | 2 (3)         | 3. Helyezett | 263                 | 61%                  |
| 03° | Szabó Dorottya 30, Gödöllő          | Bajnokok | Exatlon Hungary | 2             | 3. Helyezett | 200                 | 57%                  |
| 04° | Tóth Dávid 34, Székesfehérvár       | Bajnokok | Exatlon Hungary | 0 (2)         | 4. Helyezett | 236                 | 46%                  |
| 04° | Derzsi Viktória 27, Budapest        | Kihívók  | Exatlon Hungary | 0 (1)         | 4. Helyezett | 154                 | 44%                  |
| 09° | Besenyei Boglárka 23, Kazincbarcika | Kihívók  |                 | 0 (3)         | 21. Kiesett  | 193                 | 55%                  |
| 10° | Orbán Olivér 19, Győr               | Bajnokok | 0               | 20. Kiesett   | 69           | 48%                 |                      |
| 11° | Dékány Dóra 30, Balástya            | Kihívók  | 0               | 19. Kiesett   | 35           | 44%                 |                      |
| 12° | Novák Zalán 26, Balatonszárszó      | Kihívók  | 2               | 18. Kiesett   | 146          | 58%                 |                      |
| 13° | Herceg Alex 23, Tatabánya           | Kihívók  | 0               | 17. Kiesett   | 51           | 32%                 |                      |
| 14° | Király Nóra 29, Budapest            | Bajnokok | 0               | 16. Kiesett   | 38           | 30%                 |                      |
| 15° | Belényi Bea 44, Budapest            | Kihívók  | 0               | 15. Kiesett   | 18           | 24%                 |                      |
| 16° | Deres Ádám 30, Budapest             | Kihívók  | 0               | 14. Kiesett   | 99           | 42%                 |                      |
| 17° | Csibi Gergő 23, Budapest            | Bajnokok | 0               | 13. Kiesett   | 68           | 37%                 |                      |
| 18° | Cservenák Alexandra 29, Szeged      | Kihívók  | 0               | 12. Kiesett   | 128          | 39%                 |                      |
| 19° | Kocsis Alexandra 31, Oroszlány      | Bajnokok | 0               | 11. Kiesett   | 109          | 31%                 |                      |
| 20° | Mórádi Zsolt 31, Budapest           | Bajnokok | 0               | 10. Kiesett   | 91           | 62%                 |                      |
| 21° | Poór Brigitta 30, Sopron            | Bajnokok | 0               | 9. Kiesett    | 96           | 52%                 |                      |
| 22° | Harcsa Norbert 32, Budapest         | Bajnokok | 0               | 8. Kiesett    | 25           | 28%                 |                      |
| 23° | Koloszár Enikő 27, Sopron           | Bajnokok | 0 (1)           | 7. Kiesett    | 31           | 32%                 |                      |
| 24° | Flórián Sándor 32, Szeged           | Kihívók  | 0 (1)           | 6. Kiesett    | 44           | 55%                 |                      |
| 25° | Csollány Szilveszter 49, Sopron     | Bajnokok | 0               | 5. Kiesett    | 38           | 29%                 |                      |
| 26° | Krizsa Tímea 34, Budapest           | Kihívók  | 0 (1)           | 4. Kiesett    | 26           | 42%                 |                      |
| 27° | Kriston Péter 28, Ózd               | Kihívók  | 0               | 3. Kiesett    | 16           | 50%                 |                      |
| 28° | Kótai Mihály 43, Nyíregyháza        | Bajnokok | 0               | 2. Kiesett    | 5            | 0%                  |                      |
| 29° | Korok Fatima 26, Budapest           | Bajnokok | 0               | 1. Kiesett    | 5            | 20%                 |                      |

## Összesített eredmény
| – Továbbjutott versenyző a csapatversenyek során |
| – Továbbjutott versenyző az egyéni játékban      |
| – Vezető versenyző                               |
| – Sérülés miatt hazaküldve                       |
| – Kiesett versenyző                              |
| – Párbaj ellenfél                                |
| – 2.helyezett versenyző                          |
| – Győztes versenyző                              |

| Versenyző | Versenyző   | 1. Hét (Január 1-3) | 2. Hét (Január 6-10) | 3. Hét (Január 13-17) | 4. Hét (Január 20-24) | 5. Hét (Január 27-31) | 6. Hét (Február 3-7) | 7-8. Hét (Február 10-21) | 9. Hét (Február 24-28) | 10. Hét (Március 2-6) | 11. Hét (Március 9-13) | 12-13. Hét (Március 16-27) | 14-15. Hét (Március 30 - Április 10) | 16. Hét (Április 13-17) | 17. Hét (Április 20-24) | 18. Hét (Április 27 - Május 1) | 19. Hét (Május 4-8) | 20. Hét (Május 11-15) | 20. Hét (Május 11-15) | 21. Hét (Május 18-20) | 21-23. Hét (Május 21 - Június 1) | 21-23. Hét (Május 21 - Június 1) | 21-23. Hét (Május 21 - Június 1) |
| --------- | ----------- | ------------------- | -------------------- | --------------------- | --------------------- | --------------------- | -------------------- | ------------------------ | ---------------------- | --------------------- | ---------------------- | -------------------------- | ------------------------------------ | ----------------------- | ----------------------- | ------------------------------ | ------------------- | --------------------- | --------------------- | --------------------- | -------------------------------- | -------------------------------- | -------------------------------- |
|           | Gabriella   | Korpa               | Továbbjutott         | Továbbjutott          | Korpa                 | Továbbjutott          | Korpa                | Korpa                    | Vezető                 | Vezető                | Vezető                 | Továbbjutott               | Vezető                               | Továbbjutott            | Továbbjutott            | Vezető                         | Továbbjutott        | Továbbjutott          | Korpa                 | Továbbjutott          | Továbbjutott                     | Párbajozó                        | Győztes                          |
|           | Dave        | Nem Szerepelt       | Nem Szerepelt        | Nem Szerepelt         | Továbbjutott          | Párbajozó             | Továbbjutott         | Továbbjutott             | Továbbjutott           | Továbbjutott          | Továbbjutott           | Korpa                      | Továbbjutott                         | Korpa                   | Korpa                   | Továbbjutott                   | Párbajozó           | Korpa                 | Továbbjutott          | Korpa                 | Párbajozó                        | Párbajozó                        | Győztes                          |
|           | Dorci       | Továbbjutott        | Vezető               | Vezető                | Továbbjutott          | Vezető                | Továbbjutott         | Továbbjutott             | Továbbjutott           | Továbbjutott          | Továbbjutott           | Párbajozó                  | Továbbjutott                         | Korpa                   | Korpa                   | Továbbjutott                   | Vezető              | Vezető                | Továbbjutott          | Vezető                | Párbajozó                        | Továbbjutott                     | 2.Helyezett                      |
|           | László      | Továbbjutott        | Korpa                | Korpa                 | Továbbjutott          | Korpa                 | Továbbjutott         | Továbbjutott             | Továbbjutott           | Továbbjutott          | Továbbjutott           | Korpa                      | Továbbjutott                         | Korpa                   | Korpa                   | Továbbjutott                   | Korpa               | Korpa                 | Továbbjutott          | Korpa                 | Továbbjutott                     | Továbbjutott                     | 2.Helyezett                      |
|           | Zozo        | Vezető              | Továbbjutott         | Továbbjutott          | Korpa                 | Továbbjutott          | Korpa                | Korpa                    | Korpa                  | Korpa                 | Korpa                  | Továbbjutott               | Párbajozó                            | Továbbjutott            | Továbbjutott            | Korpa                          | Továbbjutott        | Továbbjutott          | Vezető                | Továbbjutott          | Továbbjutott                     | Kiesett                          |                                  |
|           | Dorottya    | Nem Szerepelt       | Nem Szerepelt        | Nem Szerepelt         | Nem Szerepelt         | Nem Szerepelt         | Nem Szerepelt        | Korpa                    | Korpa                  | Korpa                 | Párbajozó              | Továbbjutott               | Korpa                                | Továbbjutott            | Továbbjutott            | Párbajozó                      | Továbbjutott        | Továbbjutott          | Korpa                 | Továbbjutott          | Továbbjutott                     | Kiesett                          |                                  |
|           | Dávid       | Korpa               | Továbbjutott         | Továbbjutott          | Párbajozó             | Továbbjutott          | Korpa                | Párbajozó                | Korpa                  | Párbajozó             | Korpa                  | Továbbjutott               | Korpa                                | Továbbjutott            | Továbbjutott            | Korpa                          | Továbbjutott        | Továbbjutott          | Párbajozó             | Továbbjutott          | Kiesett                          |                                  |                                  |
|           | Viktória    | Nem Szerepelt       | Nem Szerepelt        | Nem Szerepelt         | Továbbjutott          | Korpa                 | Továbbjutott         | Továbbjutott             | Továbbjutott           | Továbbjutott          | Továbbjutott           | Korpa                      | Továbbjutott                         | Korpa                   | Párbajozó               | Továbbjutott                   | Korpa               | Korpa                 | Továbbjutott          | Párbajozó             | Kiesett                          |                                  |                                  |
|           | Boglárka    | Továbbjutott        | Korpa                | Korpa                 | Továbbjutott          | Korpa                 | Továbbjutott         | Továbbjutott             | Továbbjutott           | Továbbjutott          | Továbbjutott           | Vezető                     | Továbbjutott                         | Vezető                  | Vezető                  | Továbbjutott                   | Korpa               | Párbajozó             | Továbbjutott          | Kiesett               |                                  |                                  |                                  |
|           | Olivér      | Nem Szerepelt       | Nem Szerepelt        | Nem Szerepelt         | Nem Szerepelt         | Nem Szerepelt         | Nem Szerepelt        | Nem Szerepelt            | Nem Szerepelt          | Nem Szerepelt         | Nem Szerepelt          | Nem Szerepelt              | Nem Szerepelt                        | Továbbjutott            | Továbbjutott            | Korpa                          | Továbbjutott        | Továbbjutott          | Kiesett               |                       |                                  |                                  |                                  |
|           | Dóra        | Nem Szerepelt       | Nem Szerepelt        | Nem Szerepelt         | Nem Szerepelt         | Nem Szerepelt         | Nem Szerepelt        | Nem Szerepelt            | Nem Szerepelt          | Nem Szerepelt         | Nem Szerepelt          | Nem Szerepelt              | Nem Szerepelt                        | Korpa                   | Korpa                   | Továbbjutott                   | Korpa               | Kiesett               |                       |                       |                                  |                                  |                                  |
|           | Zalán       | Továbbjutott        | Párbajozó            | Korpa                 | Továbbjutott          | Korpa                 | Továbbjutott         | Továbbjutott             | Továbbjutott           | Továbbjutott          | Továbbjutott           | Korpa                      | Továbbjutott                         | Korpa                   | Korpa                   | Továbbjutott                   | Korpa               | Kiesett               |                       |                       |                                  |                                  |                                  |
|           | Alex        | Nem Szerepelt       | Nem Szerepelt        | Nem Szerepelt         | Nem Szerepelt         | Nem Szerepelt         | Nem Szerepelt        | Nem Szerepelt            | Nem Szerepelt          | Nem Szerepelt         | Nem Szerepelt          | Nem Szerepelt              | Nem Szerepelt                        | Párbajozó               | Korpa                   | Továbbjutott                   | Kiesett             |                       |                       |                       |                                  |                                  |                                  |
|           | Nóra        | Nem Szerepelt       | Nem Szerepelt        | Nem Szerepelt         | Nem Szerepelt         | Nem Szerepelt         | Nem Szerepelt        | Nem Szerepelt            | Nem Szerepelt          | Nem Szerepelt         | Nem Szerepelt          | Nem Szerepelt              | Nem Szerepelt                        | Továbbjutott            | Továbbjutott            | Kiesett                        |                     |                       |                       |                       |                                  |                                  |                                  |
|           | Bea         | Nem Szerepelt       | Nem Szerepelt        | Nem Szerepelt         | Nem Szerepelt         | Nem Szerepelt         | Nem Szerepelt        | Nem Szerepelt            | Nem Szerepelt          | Nem Szerepelt         | Nem Szerepelt          | Nem Szerepelt              | Nem Szerepelt                        | Korpa                   | Kiesett                 |                                |                     |                       |                       |                       |                                  |                                  |                                  |
|           | Ádám        | Nem Szerepelt       | Nem Szerepelt        | Nem Szerepelt         | Nem Szerepelt         | Nem Szerepelt         | Nem Szerepelt        | Továbbjutott             | Továbbjutott           | Továbbjutott          | Továbbjutott           | Korpa                      | Továbbjutott                         | Kiesett                 |                         |                                |                     |                       |                       |                       |                                  |                                  |                                  |
|           | Gergő       | Nem Szerepelt       | Nem Szerepelt        | Nem Szerepelt         | Nem Szerepelt         | Nem Szerepelt         | Nem Szerepelt        | Nem Szerepelt            | Nem Szerepelt          | Nem Szerepelt         | Korpa                  | Továbbjutott               | Kiesett                              |                         |                         |                                |                     |                       |                       |                       |                                  |                                  |                                  |
|           | Alexa       | Továbbjutott        | Korpa                | Párbajozó             | Továbbjutott          | Korpa                 | Továbbjutott         | Továbbjutott             | Továbbjutott           | Továbbjutott          | Továbbjutott           | Kiesett                    |                                      |                         |                         |                                |                     |                       |                       |                       |                                  |                                  |                                  |
|           | Szandi      | Párbajozó           | Továbbjutott         | Továbbjutott          | Korpa                 | Továbbjutott          | Párbajozó            | Korpa                    | Párbajozó              | Korpa                 | Kiesett                |                            |                                      |                         |                         |                                |                     |                       |                       |                       |                                  |                                  |                                  |
|           | Zsolt       | N/S                 | Továbbjutott         | Továbbjutott          | Vezető                | Továbbjutott          | Vezető               | Vezető                   | Korpa                  | Kiesett               |                        |                            |                                      |                         |                         |                                |                     |                       |                       |                       |                                  |                                  |                                  |
|           | Brigitta    | Korpa               | Továbbjutott         | Továbbjutott          | Korpa                 | Továbbjutott          | Korpa                | Korpa                    | Kiesett                |                       |                        |                            |                                      |                         |                         |                                |                     |                       |                       |                       |                                  |                                  |                                  |
|           | Norbert     | Nem Szerepelt       | Nem Szerepelt        | Nem Szerepelt         | Nem Szerepelt         | Nem Szerepelt         | Nem Szerepelt        | Kiesett                  |                        |                       |                        |                            |                                      |                         |                         |                                |                     |                       |                       |                       |                                  |                                  |                                  |
|           | Enikő       | Nem Szerepelt       | Nem Szerepelt        | Nem Szerepelt         | Korpa                 | Továbbjutott          | Kiesett              |                          |                        |                       |                        |                            |                                      |                         |                         |                                |                     |                       |                       |                       |                                  |                                  |                                  |
|           | Sándor      | Továbbjutott        | Korpa                | Korpa                 | Továbbjutott          | Kiesett               |                      |                          |                        |                       |                        |                            |                                      |                         |                         |                                |                     |                       |                       |                       |                                  |                                  |                                  |
|           | Szilveszter | Vezető              | Továbbjutott         | Továbbjutott          | Kiesett               |                       |                      |                          |                        |                       |                        |                            |                                      |                         |                         |                                |                     |                       |                       |                       |                                  |                                  |                                  |
|           | Tímea       | Továbbjutott        | Korpa                | Kiesett               |                       |                       |                      |                          |                        |                       |                        |                            |                                      |                         |                         |                                |                     |                       |                       |                       |                                  |                                  |                                  |
|           | Péter       | Továbbjutott        | Kiesett              |                       |                       |                       |                      |                          |                        |                       |                        |                            |                                      |                         |                         |                                |                     |                       |                       |                       |                                  |                                  |                                  |
|           | Mihály      | Korpa               | Kiesett              |                       |                       |                       |                      |                          |                        |                       |                        |                            |                                      |                         |                         |                                |                     |                       |                       |                       |                                  |                                  |                                  |
|           | Fatima      | Kiesett             |                      |                       |                       |                       |                      |                          |                        |                       |                        |                            |                                      |                         |                         |                                |                     |                       |                       |                       |                                  |                                  |                                  |

## Csapatversenyek

### Villa játék
| Hét | Epizód | Nyertes csapat (Villa) | Vesztes csapat (Tábor) | Eredmény | Pálya            | Jutalom/Büntetés                                                                              |
| --- | ------ | ---------------------- | ---------------------- | -------- | ---------------- | --------------------------------------------------------------------------------------------- |
| 1   | 1      | Kihívók                | Bajnokok               | 10-8     | Tengerpart       | -                                                                                             |
| 2   | 4      | Kihívók                | Bajnokok               | 10-4     | Csúszda          | -                                                                                             |
| 3   | 9      | Kihívók                | Bajnokok               | 10-9     | Erő              | -                                                                                             |
| 4   | 14     | Kihívók                | Bajnokok               | 10-5     | Drótkötél        | A tábor kulcsa egy sárgödörben van elrejtve                                                   |
| 5   | 19     | Bajnokok               | Kihívók                | 10-7     | Bánya            | A tábor ablakait és szúnyoghálóit vissza kell szerelni                                        |
| 6   | 24     | Kihívók                | Bajnokok               | 10-5     | Csillagok        | Vacsorakészítés a villában egy séf segítségével A tábor ablakai és ajtaja be lettek deszkázva |
| 7   | 29     | Kihívók                | Bajnokok               | 10-5     | Csúszda          | A tábor ágyneműit ki kell ásni betemetett gödrökből                                           |
| 8   | 34     | Bajnokok               | Kihívók                | 10-9     | Tengerpart       | A vesztes csapatnak ki kell takarítania a villát                                              |
| 9   | 39     | Bajnokok               | Kihívók                | 10-7     | Bánya            | -                                                                                             |
| 10  | 44     | Bajnokok               | Kihívók                | 10-7     | Drótkötél        | -                                                                                             |
| 11  | 50     | Bajnokok               | Kihívók                | 10-9     | Mocsár           | -                                                                                             |
| 12  | 54     | Kihívók                | Bajnokok               | 10-8     | Konténer         | -                                                                                             |
| 13  | 59     | Bajnokok               | Kihívók                | 10-4     | Futópálya        | -                                                                                             |
| 14  | 64     | Kihívók                | Bajnokok               | 10-3     | Mocsár           | -                                                                                             |
| 15  | 69     | Kihívók                | Bajnokok               | 10-9     | Toronyház        | -                                                                                             |
| 16  | 74     | Bajnokok               | Kihívók                | 10-8     | Konténer         | -                                                                                             |
| 17  | 79     | Bajnokok               | Kihívók                | 10-9     | Bánya            | -                                                                                             |
| 18  | 84     | Bajnokok               | Kihívók                | 10-7     | Olimpiai medence | -                                                                                             |
| 19  | 89     | Kihívók                | Bajnokok               | 10-7     | Bánya            | -                                                                                             |
| 20  | 94     | Bajnokok               | Kihívók                | 10-5     | Konténer         | -                                                                                             |
| 21  | 99     | Kihívók                | Bajnokok               | 10-4     | Arany            | -                                                                                             |

### Jutalomjáték
| Hét | Epizód | Nyertes csapat | Eredmény | Jutalom                              | Pálya            |
| --- | ------ | -------------- | -------- | ------------------------------------ | ---------------- |
| 2   | 5      | Kihívók        | 10-8     | La Romana városnézés                 | Toronyház        |
| 3   | 11     | Bajnokok       | 10-3     | Tengerparti élmény                   | Mocsár           |
| 4   | 15     | Kihívók        | 10-8     | Seabob                               | Piramis          |
| 5   | 20     | Kihívók        | 10-6     | Karaoke est                          | Erő              |
| 6   | 25     | Kihívók        | 10-8     | Buggy őrület                         | Apokalipszis     |
| 7   | 30     | Kihívók        | 10-7     | Katamarán túra egy lakatlan szigetre | Pókháló          |
| 7   | 33     | Bajnokok       | 10-8     | Videóhívás                           | Olimpiai medence |
| 8   | 35     | Bajnokok       | 10-7     | Légdeszkázás                         | Alagút           |
| 9   | 40     | Kihívók        | 10-5     | 5 csillagos karibi kényeztetés       | Csúszda          |
| 10  | 45     | Bajnokok       | 10-3     | Gokart                               | Csillagok        |
| 11  | 50     | Bajnokok       | 10-9     | Szörfözés a Karib-tengeren           | Mocsár           |
| 12  | 55     | Kihívók        | 10-8     | Éjszakai tengerparti buli            | Erő              |
| 13  | 62     | Bajnokok       | 10-8     | Ejtőernyőzés a Karib tenger fölött   | Alagút           |

### Joker játék
| Hét | Epizód | Nyertes csapat | Eredmény | Pálya            |
| --- | ------ | -------------- | -------- | ---------------- |
| 15  | 72     | Bajnokok       | 10-1     | Olimpiai medence |
| 16  | 75     | Kihívók        | 10-8     | Toronyház        |
| 17  | 80     | Bajnokok       | 10-6     | Konténer         |
| 18  | 85     | Kihívók        | 10-8     | Arany            |
| 19  | 90     | Kihívók        | 10-4     | Apokalipszis     |
| 20  | 95     | Bajnokok       | 10-8     | Bánya            |
| 20  | 97     | Bajnokok       | 10-8     | Alagút           |
| 21  | 100    | Bajnokok       | 10-9     | Toronyház        |

### Előny játék
| Hét | Epizód | Nyertes csapat | Eredmény | Előny                                                                                           | Pálya            |
| --- | ------ | -------------- | -------- | ----------------------------------------------------------------------------------------------- | ---------------- |
| 2   | 6      | Bajnokok       | 10-9     | Az ellenfél -1 pontról indul.                                                                   | Apokalipszis     |
| 3   | 10     | Bajnokok       | 10-4     | Egy 6 kg-os mellényt kell viselnie az ellenfél 1 férfi és 1 női játékosának minden körben.      | Bánya            |
| 4   | 16     | Kihívók        | 10-6     | Extra akadályt kell teljesítenie az ellenfél 1 férfi és 1 női játékosának minden körben.        | Toronyház        |
| 5   | 21     | Bajnokok       | 10-7     | Az ügyességi játék nehezebb az ellenfél 1 férfi és 1 női játékosának minden körben.             | Arany            |
| 6   | 26     | Bajnokok       | 10-8     | Az ügyességi játék könnyebb 1 férfi és 1 női játékosnak minden körben.                          | Tengerpart       |
| 7   | 31     | Bajnokok       | 10-7     | Az ügyességi játék nehezebb az ellenfél 1 férfi és 1 női játékosának minden körben.             | Bánya            |
| 8   | 36     | Bajnokok       | 10-6     | Az ügyességi játék nehezebb az ellenfél 1 férfi és 1 női játékosának minden körben.             | Futópálya        |
| 9   | 41     | Bajnokok       | 10-7     | Egy akadállyal kevesebbet kell teljesítenie 1 férfi és 1 női játékosnak minden körben.          | Konténer         |
| 10  | 46     | Kihívók        | 10-7     | Extra akadályt kell teljesítenie az ellenfél 1 férfi és 1 női játékosának minden körben.        | Csúszda          |
| 11  | 51     | Bajnokok       | 10-4     | Kevesebb akadályt kell teljesítenie 1 férfi és 1 női játékosnak minden körben.                  | Olimpiai medence |
| 12  | 56     | Kihívók        | 10-8     | Az ellenfél -1 pontról indul.                                                                   | Tengerpart       |
| 13  | 60     | Kihívók        | 10-7     | Az ellenfél -1 pontról indul.                                                                   | Drótkötél        |
| 15  | 70     | Kihívók        | 10-9     | Az ügyességi játék könnyebb 1 férfi vagy 1 női játékosnak minden körben.                        | Piramis          |
| 16  | 76     | Bajnokok       | 10-9     | 3 mp hátrányból indul az ellenfél 1 férfi és 1 női játékosa minden körben.                      | Apokalipszis     |
| 17  | 81     | Bajnokok       | 10-9     | 5 mp előnyből indul vagy kevesebb akadályt teljesít 1 férfi és 1 női játékos minden körben.     | Toronyház        |
| 18  | 86     | Kihívók        | 10-8     | 7 mp előnyből indul vagy az ügyességi játék könnyebb 1 férfi és 1 női játékosnak minden körben. | Konténer         |
| 19  | 91     | Kihívók        | 10-8     | Egy akadállyal kevesebbet kell teljesítenie 1 férfi és 1 női játékosnak minden körben.          | Olimpiai medence |

### Medál játék
| Hét | Epizód | Férfi nyertes     | Női nyertes        | Pálya      |
| --- | ------ | ----------------- | ------------------ | ---------- |
| 1   | 3      | Flórián Sándor    | Krizsa Tímea       | Csillagok  |
| 2   | 8      | Novák Zalán       | Pap Dorka          | Konténer   |
| 3   | 13     | Novák Zalán       | Dr. Busa Gabriella | Egyensúly  |
| 4   | 18     | Tóth Dávid        | Koloszár Enikő     | Tengerpart |
| 5   | 23     | Adu László Dániel | Besenyei Boglárka  | Mocsár     |
| 6   | 28     | Adu László Dániel | Dr. Busa Gabriella | Erő        |
| 8   | 38     | Tóth Dávid        | Szabó Dorottya     | Erő        |
| 9   | 43     | Böjte Dávid       | Pap Dorka          | Piramis    |
| 10  | 48     | Kempf Zozo        | Besenyei Boglárka  | Pókháló    |
| 11  | 53     | Adu László Dániel | Dr. Busa Gabriella | Arany      |
| 13  | 63     | Kempf Zozo        | Besenyei Boglárka  | Erő        |
| 15  | 73     | Böjte Dávid       | Pap Dorka          | Futópálya  |
| 16  | 78     | Adu László Dániel | Derzsi Viktória    | Arany      |
| 17  | 83     | Böjte Dávid       | Pap Dorka          | Csillagok  |
| 18  | 88     | Kempf Zozo        | Pap Dorka          | Futópálya  |
| 19  | 93     | Böjte Dávid       | Szabó Dorottya     | Toronyház  |

### Végjáték és Párbaj
| Hét | Epizód | Nyertes csapat | Eredmény   | Eredmény | Pálya            | Párbaj                             | Párbaj               | Párbaj            | Párbaj   | Párbaj               | Párbaj     |
| Hét | Epizód | Nyertes csapat | Eredmény   | Eredmény | Pálya            | Legjobb játékos                    | Leggyengébb játékos  | Ellenfél          | Pontszám | Kieső                | Pálya      |
| --- | ------ | -------------- | ---------- | -------- | ---------------- | ---------------------------------- | -------------------- | ----------------- | -------- | -------------------- | ---------- |
| 1   | 2-3    | Kihívók        | 10-4       | 10-4     | Piramis          | Csollány Szilveszter és Kempf Zozo | Kocsis Alexandra     | Korok Fatima      | 4-1      | Korok Fatima         | Egyensúly  |
| 2   | 7-8    | Bajnokok       | 10-9       | 10-9     | Arany            | Pap Dorka                          | Kriston Péter        | Novák Zalán       | 2-4      | Kriston Péter        | Futópálya  |
| 3   | 12-13  | Bajnokok       | 10-8       | 10-8     | Pókháló          | Pap Dorka                          | Cservenák Alexandra  | Krizsa Tímea      | 5-0      | Krizsa Tímea         | Csillagok  |
| 4   | 17-18  | Kihívók        | 10-6       | 10-6     | Konténer         | Mórádi Zsolt                       | Csollány Szilveszter | Tóth Dávid        | 1-4      | Csollány Szilveszter | Pókháló    |
| 5   | 22-23  | Bajnokok       | 10-5       | 10-5     | Toronyház        | Pap Dorka                          | Böjte Dávid          | Flórián Sándor    | 5-1      | Flórián Sándor       | Drótkötél  |
| 6   | 27-28  | Kihívók        | 10-8       | 10-8     | Alagút           | Mórádi Zsolt                       | Kocsis Alexandra     | Koloszár Enikő    | 5-1      | Koloszár Enikő       | Egyensúly  |
| 7   | 32     | Kihívók        | 1. forduló | 10-9     | Piramis          | Mórádi Zsolt                       | Harcsa Norbert       | Tóth Dávid        | 5-4      | Harcsa Norbert       | Arany      |
| 8   | 37-38  | Bajnokok       | 2. forduló | 10-6     | Mocsár           | Mórádi Zsolt                       | Harcsa Norbert       | Tóth Dávid        | 5-4      | Harcsa Norbert       | Arany      |
| 8   | 37-38  | Kihívók        | döntő      | 5-3      | Drótkötél        | Mórádi Zsolt                       | Harcsa Norbert       | Tóth Dávid        | 5-4      | Harcsa Norbert       | Arany      |
| 9   | 42-43  | Kihívók        | 10-8       | 10-8     | Olimpiai medence | Dr. Busa Gabriella                 | Kocsis Alexandra     | Poór Brigitta     | 4-2      | Poór Brigitta        | Toronyház  |
| 10  | 47-48  | Kihívók        | 10-6       | 10-6     | Apokalipszis     | Dr. Busa Gabriella                 | Tóth Dávid           | Mórádi Zsolt      | 4-3      | Mórádi Zsolt         | Tengerpart |
| 11  | 52-53  | Kihívók        | 10-7       | 10-7     | Alagút           | Dr. Busa Gabriella                 | Kocsis Alexandra     | Szabó Dorottya    | 0-4      | Kocsis Alexandra     | Csillagok  |
| 12  | 57     | Bajnokok       | 1. forduló | 10-6     | Olimpiai medence | Besenyei Boglárka                  | Cservenák Alexandra  | Pap Dorka         | 0-4      | Cservenák Alexandra  | Egyensúly  |
| 13  | 61-63  | Bajnokok       | 2. forduló | 10-8     | Csillagok        | Besenyei Boglárka                  | Cservenák Alexandra  | Pap Dorka         | 0-4      | Cservenák Alexandra  | Egyensúly  |
| 14  | 64     | Kihívók        | 1. forduló | 10-3     | Mocsár           | Dr. Busa Gabriella                 | Csibi Gergő          | Kempf Zozo        | 3-4      | Csibi Gergő          | Egyensúly  |
| 15  | 71-73  | Kihívók        | 2. forduló | 10-1     | Bánya            | Dr. Busa Gabriella                 | Csibi Gergő          | Kempf Zozo        | 3-4      | Csibi Gergő          | Egyensúly  |
| 16  | 77-78  | Bajnokok       | 10-8       | 10-8     | Olimpiai medence | Besenyei Boglárka                  | Herceg Alex          | Deres Ádám        | 4-2      | Deres Ádám           | Csillagok  |
| 17  | 82-83  | Bajnokok       | 10-3       | 10-3     | Apokalipszis     | Besenyei Boglárka                  | Belényi Bea          | Derzsi Viktória   | 1-4      | Belényi Bea          | Egyensúly  |
| 18  | 87-88  | Kihívók        | 10-3       | 10-3     | Alagút           | Dr. Busa Gabriella                 | Király Nóra          | Szabó Dorottya    | 1-4      | Király Nóra          | Csillagok  |
| 19  | 92-93  | Bajnokok       | 10-9       | 10-9     | Arany            | Pap Dorka                          | Herceg Alex          | Böjte Dávid       | 1-4      | Herceg Alex          | Futópálya  |
| 20  | 96     | Bajnokok       | 10-1       | 10-1     | Apokalipszis     | Pap Dorka                          | Dékány Dóra          | Besenyei Boglárka | 0-4      | Dékány Dóra          | Csillagok  |
| 20  | 98     | Kihívók        | 10-8       | 10-8     | Olimpiai medence | Kempf Zozo                         | Tóth Dávid           | Orbán Olivér      | 4-0      | Orbán Olivér         | Futópálya  |
| 21  | 101    | Bajnokok       | 10-5       | 10-5     | Bánya            | Pap Dorka                          | Derzsi Viktória      | Besenyei Boglárka | 7-3      | Besenyei Boglárka    | Csillagok  |

Ha egy párbajon valamelyik versenyző 4-nél több pontot szerzett, az abból adódott, hogy az ellenfele medál(oka)t használt felt, plusz életért cserébe.

## Nemzetközi mérkőzések

### Nemzetközi játék
| Hét | Epizód | Nyertes ország | Vesztes ország | Eredmény | Pálya   |
| --- | ------ | -------------- | -------------- | -------- | ------- |
| 11  | 49     | Mexikó         | Magyarország   | 10-5     | Csúszda |
| 12  | 58     | Mexikó         | Magyarország   | 10-8     | Piramis |

### Nemzetek kupája
| Hét       | Epizód    | Nyertes ország | Vesztes ország        | Eredmény  | Pálya        |
| Selejtező | Selejtező | Selejtező      | Selejtező             | Selejtező | Selejtező    |
| --------- | --------- | -------------- | --------------------- | --------- | ------------ |
| 14        | 65        | Magyarország   | Görögország           | 10-4      | Toronyház    |
| 14        | 66        | Magyarország   | Dominikai Köztársaság | 10-4      | Arany        |
| 14        | 67        | Magyarország   | Törökország           | 10-3      | Csillagok    |
| Döntő     |           |                |                       |           |              |
| 14        | 68        | Magyarország   | Törökország           | 10-6      | Apokalipszis |

## Egyéni játék

### Négyek viadala
| Hét | Epizód | Versenyző          | Kapott élet | Megmaradt élet | Pálya        |
| --- | ------ | ------------------ | ----------- | -------------- | ------------ |
| 21  | 102    | Derzsi Viktória    | 3           | 0              | Apokalipszis |
| 21  | 102    | Dr. Busa Gabriella | 5           | 3              | Apokalipszis |
| 21  | 102    | Pap Dorka          | 4           | 0              | Apokalipszis |
| 21  | 102    | Szabó Dorottya     | 4           | 0              | Apokalipszis |
| 21  | 103    | Adu László Dániel  | 4           | 0              | Apokalipszis |
| 21  | 103    | Böjte Dávid        | 4           | 0              | Apokalipszis |
| 21  | 103    | Kempf Zozo         | 5           | 4              | Apokalipszis |
| 21  | 103    | Tóth Dávid         | 3           | 0              | Apokalipszis |

### Hármak viadala
| Hét                        | Epizód                     | Versenyző                  | Kapott élet                | Megmaradt élet             | Pálya                      |
| A legjobb háromba jutásért | A legjobb háromba jutásért | A legjobb háromba jutásért | A legjobb háromba jutásért | A legjobb háromba jutásért | A legjobb háromba jutásért |
| -------------------------- | -------------------------- | -------------------------- | -------------------------- | -------------------------- | -------------------------- |
| 22                         | 104                        | Derzsi Viktória            | 3                          | 0                          | Olimpiai medence           |
| 22                         | 104                        | Pap Dorka                  | 5                          | 0                          | Olimpiai medence           |
| 22                         | 104                        | Szabó Dorottya             | 4                          | 4                          | Olimpiai medence           |
| 22                         | 104                        | Adu László Dániel          | 5                          | 1                          | Olimpiai medence           |
| 22                         | 104                        | Böjte Dávid                | 4                          | 0                          | Olimpiai medence           |
| 22                         | 104                        | Tóth Dávid                 | 3                          | 0                          | Olimpiai medence           |
| A döntőbe jutásért         |                            |                            |                            |                            |                            |
| 22                         | 106                        | Dr. Busa Gabriella         | 5                          | 0                          | Bánya                      |
| 22                         | 106                        | Pap Dorka                  | 4                          | 3                          | Bánya                      |
| 22                         | 106                        | Szabó Dorottya             | 3                          | 0                          | Bánya                      |
| 22                         | 106                        | Adu László Dániel          | 4                          | 2                          | Bánya                      |
| 22                         | 106                        | Böjte Dávid                | 3                          | 0                          | Bánya                      |
| 22                         | 106                        | Kempf Zozo                 | 5                          | 0                          | Bánya                      |

### Dupla párbaj
| Hét                        | Epizód                     | 1. résztvevő               | 2. résztvevő               | Pontszám (Szettszám)       | Kieső                      | Pálya                      |
| A legjobb háromba jutásért | A legjobb háromba jutásért | A legjobb háromba jutásért | A legjobb háromba jutásért | A legjobb háromba jutásért | A legjobb háromba jutásért | A legjobb háromba jutásért |
| -------------------------- | -------------------------- | -------------------------- | -------------------------- | -------------------------- | -------------------------- | -------------------------- |
| 22                         | 105                        | Derzsi Viktória            | Pap Dorka                  | 4-6 (0-2)                  | Derzsi Viktória            | Erő                        |
| 22                         | 105                        | Tóth Dávid                 | Böjte Dávid                | 4-6 (1-2)                  | Tóth Dávid                 | Erő                        |
| A döntőbe jutásért         |                            |                            |                            |                            |                            |                            |
| 22                         | 107                        | Szabó Dorottya             | Dr. Busa Gabriella         | 6-6 (1-2)                  | Szabó Dorottya             | Alagút                     |
| 22                         | 107                        | Böjte Dávid                | Kempf Zozo                 | 6-5 (2-1)                  | Kempf Zozo                 | Alagút                     |

### Döntő
| Hét | Epizód | 1. résztvevő      | 2. résztvevő       | Pontszám (Szettszám) | Győztes            | 2. helyezett      | Pályák       |
| --- | ------ | ----------------- | ------------------ | -------------------- | ------------------ | ----------------- | ------------ |
| 22  | 108    | Pap Dorka         | Dr. Busa Gabriella | 4-10 (0-2)           | Dr. Busa Gabriella | Pap Dorka         | Bánya Arany  |
| 22  | 109    | Adu László Dániel | Böjte Dávid        | 3-10 (0-2)           | Böjte Dávid        | Adu László Dániel | Arany Alagút |